# Pyrausta pilatealis
Pyrausta pilatealis is een vlinder van de familie van de grasmotten (Crambidae). De wetenschappelijke naam van deze soort is voor het eerst voorgesteld door William Barnes en James Halliday McDunnough in een publicatie uit 1914.
De soort komt voor in het westen van de Verenigde Staten.